# Cubry-lès-Faverney
Cubry-lès-Faverney è un comune francese di 129 abitanti situato nel dipartimento dell'Alta Saona nella regione della Borgogna-Franca Contea.

## Società

### Evoluzione demografica
Abitanti censiti